# 于天放
于天放（1908年4月9日—1967年5月3日），原名于九公，曾用名于树屏、王文礼，男，黑龙江呼兰人，中华人民共和国政治人物，曾任黑龙江省人民委员会副省长。